# Station Wólka Kańska
Station Wólka Kańska is een spoorwegstation in de Poolse plaats Wólka Kańska.